# Pheretime av Kyrene
Pheretime, död 515 f.Kr., var en drottning av Kyrene, gift med kung Battus III av Kyrene (r. 550–530 f.Kr.). Hon var regent i Kyrene under sin sons frånvaro cirka 518–515 f.Kr.  
Pheretime var av doriskt ursprung och dotter till en man som också hette Battus. Hon gifte sig med Battus III någon gång innan han blev kung år 550 f.Kr., och de fick i alla fall två barn tillsammans. Hon blev änka 530, då hennes make efterträddes av hennes son Arcesilaus, som fem år senare slöt förbund med Persien, som just då erövrat Egypten. 
År 518 f.Kr. avsattes sonen sedan han krävt tillbaka den makt monarken i Kyrene hade haft före hans fars reformer. Han flydde till Samos, medan Pheretime begav sig till kung Euelthon av Cypern. Arcesilaus värvade en armé i Samos och kunde med dess hjälp återta makteni Kyrene. Han avrättade därefter oppositionen, möjligen influerad av sin mor. Pheretime utnämndes till regent i Kyrene under sonens resa till den kyrenaiska Barca. 
I Barca mördades Arcesilaus av hämndlysta oppositionella. Pheretime reste då till Egypten där hon bad den persiska guvernören om bistånd att besegra Barca med motiveringen att hennes son hade mördats på grund av sin allians med Persien. Hon fick den egyptiska armén till bistånd och belägrade Barca, som till slut tvingades kapitulera. Pheretime ska ha givit order om att medborgarnas hustrurs bröst skulle skäras av och den övriga befolkningen skulle ges som slavar till perserna. Staden Barcas befolkningen fördes av perserna till Afghanistan, som efter dem fick namnet Baktrien. Pheretime återvände därefter till Egypten för att återlämna den egyptiska armén. I Egypten insjuknade hon och avled.  
Barn
1. Arcesilaus III av Kyrene
2. Ladice av Kyrene